# Науки за комуникацията
Науки за комуникацията или изследвания върху комуникацията е научна област, която се занимава с процесите на комуникация, които често се определят като обмен на символите на разстояние в пространството и времето. Следователно, комуникационните проучвания обхващат широк спектър от теми и контексти, вариращи от разговор лице в лице до изказвания и речи, но и до телевизионното излъчване в масмедиите. Изследванията върху комуникацията, като дисциплина, също са често заинтересовани как публиката тълкува информацията и политическите, културните, икономически и социални измерения на речта и езика в контекст.
|  | Тази страница частично или изцяло представлява превод на страницата Communication studies в Уикипедия на английски. Оригиналният текст, както и този превод, са защитени от Лиценза „Криейтив Комънс – Признание – Споделяне на споделеното“, а за съдържание, създадено преди юни 2009 година – от Лиценза за свободна документация на ГНУ. Прегледайте историята на редакциите на оригиналната страница, както и на преводната страница, за да видите списъка на съавторите. ВАЖНО: Този шаблон се отнася единствено до авторските права върху съдържанието на статията. Добавянето му не отменя изискването да се посочват конкретни източници на твърденията, които да бъдат благонадеждни. |